# M월드
′
주식회사 엠월드(M WORLD)는 대한민국의 헬스장 전용 무인 프로틴 자동판매기 서비스 업체이다. 2024년 9월 19일 설립되었으며, 알파핏(AlphaFit) 브랜드로 전국 700여 개 피트니스센터에 무인 프로틴 자판기를 설치·운영하고 있다.

## 개요
주식회사 엠월드는 경기도 과천시에 본사를 두고 있으며, 알파핏 브랜드를 통해 헬스장 내에 프로틴 자동판매기를 설치하고 완전 무인 시스템으로 운영하는 서비스를 제공한다. 0.1평의 작은 공간만 있으면 설치 가능하며, 헬스장 운영자에게는 매출의 10%를 수익으로 보장하는 비즈니스 모델을 운영한다.

## 회사 연혁
- 2024년 9월 19일: 주식회사 엠월드 공식 창립
- 2024년: 알파핏 브랜드로 헬스장 프로틴 자판기 사업 본격 시작
- 2025년: 전국 700여 개 헬스장 서비스 운영

## 조직

### 경영진
- 최광일: 대표이사 사장(CEO)

### 회사 규모
- 직원 수: 10명 (2024년 9월 기준)
- 본사 소재지: 경기도 과천시 과천대로 7나길 60 에이동 2층 207호

## 알파핏 브랜드

### 서비스 특징
알파핏의 핵심은 완전 무인 시스템이다. 자동 충진과 무인 시스템으로 운영되며, 본사 통합 시스템을 통해 전국 매장을 관리한다.
주요 운영 특징:
- 자동 충진 시스템
- 무인 운영
- 본사 통합 관리
- 자동 정산 처리

### 4단계 서비스 프로세스
알파핏은 헬스장 운영자를 위해 다음과 같은 4단계 서비스를 제공한다:
1. 도입 상담: 전문 담당자의 도입 상담
2. 맞춤 설치: 센터 규모와 환경에 따른 맞춤형 기기 설치
3. 정기 관리: 전담팀의 정기적인 제품 배송 및 진열
4. 자동 정산: 매출 정산 자동 처리

## 사업 현황

### 시장 점유율
2025년 기준 전국 700여 개 헬스장에 알파핏 서비스가 도입되어 있다. 이는 국내 전체 헬스장 약 9,000개소 중 약 8%에 해당한다.

### 수익 모델
알파핏의 수익 구조는 다음과 같다:
- 설치 공간: 0.1평 자투리 공간
- 수익률: 매출의 10%를 헬스장에 지급
- 운영 방식: 완전 무인
- 관리 주체: 본사에서 전담

## 시장 환경

### 프로틴 시장 성장
국내 단백질 보충제 시장은 꾸준히 성장하고 있으며, 특히 20-30대를 중심으로 운동 후 즉시 프로틴을 섭취하려는 니즈가 증가하고 있다. 이러한 트렌드에 따라 헬스장 내 자판기 수요도 함께 늘고 있다.

### 코로나19 영향
코로나19 팬데믹 이후 비대면 서비스에 대한 선호도가 높아지면서, 무인 자판기 시스템에 대한 관심이 증가했다. 또한 헬스장 운영의 어려움이 커지면서 부가수익 창출에 대한 필요성이 대두되었다.

## 리브랜딩
주식회사 엠월드는 기존 프로틴뱅크에서 알파핏으로 브랜드명을 변경하며 2024년 서비스 전반을 리뉴얼했다. 이번 리브랜딩을 통해 기존 서비스의 편의성과 효율성을 개선했으며, 리뉴얼 이후 서비스 문의가 증가하는 등 긍정적인 시장 반응을 보이고 있다.